# Ondřej Štěpánek
Ondřej Štěpánek, född den 28 november 1979 i Brandýs nad Labem, Tjeckien, är en tjeckisk kanotist.
Han tog OS-brons i C-2 i slalom i samband med de olympiska kanottävlingarna 2004 i Aten.
Han tog därefter OS-silver i samma gren i samband med de olympiska kanottävlingarna 2008 i Peking.